# Суха-Камениця
Суха-Камениця (пол. Sucha Kamienica) — село в Польщі, у гміні Ґлухолази Ниського повіту Опольського воєводства.
Населення — 192 особи (2011).

## Демографія
Демографічна структура станом на 31 березня 2011 року:
|          | Загалом | Допрацездатний вік | Працездатний вік | Постпрацездатний вік |
| -------- | ------- | ------------------ | ---------------- | -------------------- |
| Чоловіки | 93      | 15                 | 66               | 12                   |
| Жінки    | 99      | 17                 | 58               | 24                   |
| Разом    | 192     | 32                 | 124              | 36                   |